# Orléans (Spiel)
Orléans ist ein strategisches Brettspiel des deutschen Spieleautors Reiner Stockhausen, das 2014 bei dessen Verlag dlp games erschien. Es handelt sich um ein Worker-Placement-Spiel, bei dem um die Vorherrschaft der verschiedenen Gilden und Orte im Umland der französischen Stadt Orléans Mittelalter geht.
Das Spiel wurde 2015 zum Kennerspiel des Jahres nominiert und beim Deutschen Spielepreis auf Platz 2 gewählt. Zudem erhielt es 2015 den Österreichischen Spielepreis „Spiele-Hit für Experten“ und wurde beim International Gamers Award nominiert. 2017 erhielt es zudem den Niederländischen Spielepreis und den MinD-Spielepreis des Verein Mensa in Deutschland, jeweils in der Kategorie Expertenspiel.

## Hintergrund und Spielmaterial
Thematisch ist Orléans im europäischen Mittelalter angesiedelt und die Spieler versuchen, die Vorherrschaft ihrer Gilden in verschiedenen Gebieten wie Warenproduktion, Handel und Entwicklung in der Region um m die französische Stadt Orléans zu erringen. Das Spiel verläuft über 18 Runden, wobei jede Runde in sieben Phasen eingeteilt ist. Der Spieler, der am Ende die meisten Punkte aus der Summe seiner Errungenschaften, Waren und Geldwerte bekommen hat, gewinnt das Spiel.
Das Spielmaterial besteht neben der Spieleanleitung aus:
- einem großen Spielplan mit einer Darstellung des Umlands von Orléans sowie mehreren Zählleisten,
- einem kleinen Spielplan für „Segensreiche Werke“,
- vier Spielertableaus,
- vier Stoffbeutel,
- vier Händlerfiguren in den vier Spielerfarben,
- jeweils 7 Holzwürfeln in den vier Spielerfarben,
- jeweils 10 Kontoren in den vier Spielerfarben,
- 16 Technikplättchen (Zahnräder),
- 104 Personenplättchen (Mönch, Bauer, Handwerker, Kapitän, Ritter und Gelehrter),
- in jeder Spielerfarbe jeweils vier markierte Personenplättchen (Gefolgsleute),
- 14 Bürgerplättchen,
- 18 Stundenglaskarten und helle Karte Wallfahrt,
- 90 Warenplättchen für Getreide, Käse, Wein, Wolle und Brokat,
- Ortskarten in zwei Kategorien (I und II),
- 47 Münzen in Wert von 1, 5 und 10,
- ein Startspielermarker, und
- zwei Übersichtskarten

## Spielweise

### Spielvorbereitung
Zu Beginn des Spiels werden die beiden Spielpläne in die Tischmitte gelegt und entsprechend den Regeln mit den Personenplättchen, den Bürgerplättchen, den Technik- und Warenplättchen und den Stundenglaskärtchen bestückt. Jeder Spieler wählt einer der vier Spielerfarben und bekommt je einen Stoffbeutel, 5 Münzen, ein Spielertableau, 7 Holzwürfel, eine Händlerfigur, 10 Kontore sowie die Gefolgsleute in seiner Spielerfarbe. Die Holzwürfel werden an den entsprechenden Stellen des Spielplans verteilt und die Spielerfigur kommt auf das Stadtfeld der Stadt Orléans. Die Gefolgsleute werden am unteren Rand des Spielertableaus, auf dem Markt, abgelegt und die Kontore und Münzen vor dem Spieler platziert. Überzählige Münzen kommen neben den Spielplan und die Ortskarten werden getrennt nach Kategorie I und II gemischt und verdeckt ebenfalls in die Tischmitte gelegt.
Für das Spiel mit nur drei oder zwei Spielern werden neben der nicht genutzten Meterialien in den nicht genutzten Farben auch einige weitere Ressourcen entsprechend der Anleitung aussortiert.

### Spielablauf
Innerhalb der einzelnen Runden des Spiels werden jeweils 7 Phasen gespielt. Vor der ersten Runde wird ein Startspieler bestimmt (nach Spielregel der jüngste Spieler), der den Startspielermarker erhält. Dieser Spieler dreht die oberste Stundeglaskarte um, die das zum Ende dieser Runde stattfindende Ereignis benennt.
In der zweiten Phase wird eine Volkszählung durchgeführt und der Spieler, dessen Marker auf der Bauernleiste am höchsten steht und der damit die meisten Bauern besitzt, erhält eine Münze aus dem Geldvorrat während der, der am Ende steht, eine Münze abgeben muss. Stehen mehrere Spieler vorn oder hinten, etwa zum Beginn des Spiels, entfällt dieses. Nachfolgend zieht jeder Spieler so viele Plättchen aus seinem Gefolgsleutebeutel, wie die Ritterleiste anzeigt; dies sind zu Beginn des Spiels 4 Personen und mit jedem Ritter, den ein Spieler hinzubekommt, steigt die Anzahl um einen. Die Plättchen werden auf dem Markt auf dem Spielertableau abgelegt, wobei der Markt nie überfüllt werden darf.
In der nächsten Phase des Spiels planen die Spieler ihre Aktionen, indem sie ihre Gefolgsleute auf die verschiedenen zur Verfügung stehenden Aktionsfelder auf ihrem Spielertableau sowie auf später hinzukommenden Ortsplättchen verteilen. Diese sind personengruppenspezifisch und dürfen nur mit den jeweiligen Typen von Gefolgsleuten besetzt werden. Nicht benutzte Personen können für die nächste Runde auf dem Markt verbleiben. Nachdem alle Spieler ihre Aktionen geplant haben, führen sie diese durch, wobei nur Aktionen aktiviert werden, deren Aktionsfelder vollständig besetzt sind. Dies geschieht reihum beginnend mit dem Startspieler, wobei immer ein Spieler eine Aktion in beliebiger Reihenfolge durchführt bis alle Aktionen ausgeführt wurden und kein Spieler mehr Aktionen ausführen kann oder will (passen). Die möglichen Basisaktionen sind dabei im Einzelnen:
| Ort         | Aktion                                                    | Auswirkungen | benötigt                        |
| ----------- | --------------------------------------------------------- | --- | ------------------------------- |
| Bauernhaus  | Bauernplättchen nehmen                                    | Bei der Aktivierung des Bauernhauses nimmt sich der Spieler ein Bauernplättchen aus dem Vorrat und legt es in seinen Gefolgsleutebeutel. Zudem zieht er seinen Marker auf der Bauernleiste um ein Feld vorwärts und bekommt das entsprechend angegebene Warenplättchen aus dem Vorrat. Durch das Vorrücken des Markers auf dieser Leiste verbessert der Spieler seine Position in der Phase „Volkszählung“. | Schiffer, Handwerker            |
| Dorf        | Schiffer, Handwerker oder Händler nehmen                  | Bei der Aktivierung des Dorffeldes nimmt sich der Spieler wahlweise ein Schiffer-, Handwerker- oder Händlerplättchen aus dem Vorrat und legt es in seinen Gefolgsleutebeutel. Schiffer: Entscheidet sich der Spieler für einen Schiffer, rückt er seinen Marker auf der entsprechenden Zählleiste um ein Feld vor und bekommt so viele Münzen, wie auf den jeweiligen Feld angezeigt wird. Handwerker: Entscheidet sich der Spieler für einen Handwerker, rückt er seinen Marker auf der entsprechenden Zählleiste um ein Feld vor und bekommt ein Technikplättchen. Dieses legt er auf seinen Markt und baut es, nachdem er gepasst hat, auf ein beliebiges Aktionsfeld seines Spielertableaus oder einer Ortskarte ein. Dabei darf er pro Aktionsort nur ein Aktionsfeld mit einem Technikplättchen belegen. Das erste erhaltene Plättchen darf nur einen Bauern ersetzen, spätere Plättchen dürfen alle Felder mit Ausnahme der Mönche besetzen. In den Folgezügen ersetzt das Plättchen an dieser Stelle dauerhaft jeweils ein Personenplättchen. Händler: Entscheidet sich der Spieler für einen Händler, rückt er seinen Marker auf der entsprechenden Zählleiste um ein Feld vor und bekommt eine Ortskarte gemäß der Anzeige auf dem jeweiligen Feld, die er neben sein Spielertableau offen ablegt. Er darf sich diese aus den jeweiligen Stapeln I oder II aussuchen und sie ermöglicht dem Spieler in späteren Runden jeweils eine zusätzliche Aktionsmöglichkeit oder ein dauerhaftes Privileg. | Bauer, Schiffer, Handwerker     |
| Universität | Gelehrten nehmen                                          | Bei der Aktivierung des Universitätsfeldes nimmt sich der Spieler ein Gelehrtenplättchen aus dem Vorrat und legt es in seinen Gefolgsleutebeutel. Zusätzlich rückt er seinen Marker auf der entsprechenden Zählleiste um ein Feld vor und darf auf der Entwicklungsleiste um die angegebene Anzahl Entwicklungspunkte vorrücken. | Bauer, Handwerker, Händler      |
| Burg        | Ritter nehmen                                             | Bei der Aktivierung des Burgfeldes nimmt sich der Spieler ein Ritterplättchen aus dem Vorrat und legt es in seinen Gefolgsleutebeutel. Zusätzlich rückt er seinen Marker auf der entsprechenden Zählleiste um ein Feld vor und steigert damit die Anzahl der verfügbaren Gefolgsleute pro Runde auf die angegebene Anzahl. | Bauer, Schiffer, Händler        |
| Kloster     | Mönch nehmen                                              | Bei der Aktivierung des Klosterfeldes nimmt sich der Spieler ein Mönchplättchen aus dem Vorrat und legt es in seinen Gefolgsleutebeutel. Der Mönch darf zukünftig jedes beliebige Personenplättchen ersetzen. | Gelehrter, Händler              |
| Schiff      | Reise auf dem Wasserweg                                   | Mit dem Schiff können Wasserwege befahren werden. Dabei kann der Reisende auf der Landkarte eine Ortschaft weiterbewegt werden, wenn diese mit dem aktuellen Aufenthaltsort über einen Wasserweg verbunden ist. Befindet sich auf dem Weg eine Ware, darf der Spieler diese nehmen, bei zwei Waren sucht er sich eine der beiden aus. | Handwerker, Schiffer, Händler   |
| Wagen       | Reise auf dem Landweg                                     | Mit dem Wagen können Landwege befahren werden. Dabei kann der Reisende auf der Landkarte eine Ortschaft weiterbewegt werden, wenn diese mit dem aktuellen Aufenthaltsort über einen Landweg verbunden ist. Befindet sich auf dem Weg eine Ware, darf der Spieler diese nehmen, bei zwei Waren sucht er sich eine der beiden aus. | Bauer, Händler, Ritter          |
| Gildenhaus  | Errichtung eines Gildenhauses                             | Mit dem Gildenhaus wird dem Spieler der Bau eines Kontors in der Ortschaft ermöglicht, in der er sich aktuell befindet. Dabei darf in jeder Ortschaft nur ein Kontor gebaut werden. Eine Ausnahme ist Orléans, wo jeweils ein Kontor in jeder Farbe gebaut werden darf. | Bauer, Handwerker, Ritter       |
| Scriptorium | +1 Entwicklungspunkt                                      | Durch die Aktivierung des Scriptoriums darf der Spieler ein Feld auf der Entwicklungsleiste vorrücken. | Ritter, Gelehrter               |
| Rathaus     | Verschickung von Gefolgsleuten an die segensreichen Werke | Durch das Ablegen von Gefolgsleuten im Rathaus können diese für „segensreiche Werke“ eingesetzt werden. Dafür werden diese auf dem entsprechenden Spielplan auf einem Aktionsfeld eingesetzt, das der Person entspricht, und der Spieler bekommt den jeweils angegebenen Bonus. Wenn ein Werk abgeschlossen wird, bekommt der Spieler, der die letzte Person eingesetzt hat, das dort befindliche Bürgerplättchen. Bei den „segensreichen Werken“ dürfen keine Personen durch andere Plättchen, etwa Mönche, ersetzt werden. Die eigenen farblich gekennzeichneten Gefolgsleute dürfen nie in das Rathaus gestellt werden. | bis zu 2 beliebige Gefolgsleute |

Die Gefolgsleute, die für die Aktionen eingesetzt wurden, werden mit Ausnahme der Personen im Rathaus in den Gefolgsleutebeutel zurückgelegt. Immer, wenn ein Spieler durch eine Aktion im Scriptorium oder in der Universität auf der Entwicklungsleiste vorrückt, kann er dadurch einen Bonus bekommen (Münzen oder Bürgerplättchen), zugleich steigert er seinen Entwicklungsstand entsprechend der Vorgabe.
Nachdem alle Aktionen durchgeführt wurden, wird das durch die Stundenglaskarte vorgegebene Ereignis durchgeführt. Dabei gibt es jeweils 3 Karten mit den Ereignissen Wallfahrt, Einnahmen, Ernte, Steuern, Handelstag und Pest:
- Wallfahrt: In dieser Runde dürfen keine Mönche angeworben werden.
- Einnahmen: Jeder Spieler erhält Münzen entsprechend seinem Entwicklungsstand.
- Ernte: Jeder Spieler gibt ein Nahrungsmittel (Handelsplättchen Getreide, Käse oder Wein) ab oder zahl 5 Münzen Strafe.
- Steuern: Für jeweils drei Warenplättchen zahlt jeder Spieler eine Münze.
- Handelstag: Jeder Spieler erhält für jeden eigenen Kontor eine Münze.
- Pest: Jeder Spieler verliert eine Person aus seinem Gefolgsleutebeutel, die blind gezogen wird. Die eigenen farblich gekennzeichneten Gefolgsleute können nicht verloren werden, wird eine dieser Personen gezogen muss der entsprechende Spieler keine Person abgeben.

Kann ein Spieler eine Strafzahlung nicht bezahlen, muss er die entsprechende Anzahl an Münzen durch Kontore, Gefolgsleute, Entwicklungsschritte, Waren, Ortskarten oder Technikplättchen begleichen („Folter“).
Als letzten Schritt einer Runde gibt der aktuelle Startspieler den Startspielermarker an den nächsten Spieler im Uhrzeigersinn weiter, der die neue Runde beginnt.

### Spielende
Das Spiel endet nach 18 Runden, wobei das Umdrehen der letzten Stundenglaskarte die letzte Spielrunde einläutet. Am Ende der Runde werden die Siegpunkte der einzelnen Spieler ermittelt aus:
- der Anzahl der verbliebenen Münzen (je 1 Punkt)
- der Werte der Warenplättchen im Besitz der Spieler je nach Angabe
- der Summe der Kontore auf der Landkarte und der Anzahl der erhaltenen Bürgerplättchen multipliziert mit dem Wert des Entwicklungsstandes auf der Entwicklungsleiste

Gewinner des Spiels ist der Spieler mit den meisten Punkten. Bei einem Gleichstand gewinnt der Spieler, der am weitestens auf der Entwicklungsleiste vorgerückt ist. Wenn auch dann ein Gleichstand besteht teilen sich mehrere Spieler den Sieg.

## Varianten und Ergänzungen

### Invasion
Orléans: Invasion ist eine Sammlung von Erweiterungen für Orléans, die von Reiner Stockhausen gemeinsam mit Inka und Markus Brand entwickelt wurde. Dabei handelt es sich um mehrere Module, die das Spiel auf jeweils unterschiedliche Weise beeinflussen und es unter anderem als kooperatives Spiel (Die Invasion) oder als 2-Spieler-Duell (Das Duell) ausbauen. Zudem sind mit Der Würdenträger, Die Hauptstadt Vierzon und Der Handelsreisende drei Szenarien für ein Solo-Spiel enthalten.
Als zusätzliches Spielmaterial enthält die Erweiterung mehrere neue Szenarientableaus und Ergänzungen zu den vorhandenen Tableaus, verschiedene neue Kartensets, neue Figuren wie etwa den Zimmermann, sowie neue Ortskarten, Stundenglaskarten und weiteres Material, das teilweise auch für das Grundspiel verwendet werden kann.

### Handel & Intrige
Auch die Erweiterung Orléans: Handel & Intrige beinhaltet mehrere Ergänzungsmöglichkeiten, um das Spiel zu modifizieren. Enthalten sind Auftragskarten, um über erfüllte Aufträge zusätzliche Siegpunkte zu bekommen, neue Stundenglaskarten, ein neuer Spielplan Segensreiche Werke und ein Spielplan für die Intrigen sowie neue Ortskarten. Vor allem mit der Intrige werden neue Optionen geschaffen, das Spiel der Mitspieler stärker zu beeinflussen.

### Die Pest
Die dritte Erweiterung "Orléans: Die Pest" beinhaltet ebenfalls neue Modifikationen und Ergänzungen, bei denen die Spieler dem Ausbruch der Pest und ihrer Auswirkungen Herr werden müssen. 

### Weitere Ergänzungen
Neben den beiden genannten offiziellen Erweiterungen für das Spiel erschienen mehrere Mini-Erweiterungen in Form von Ortskartensets mit jeweils drei neuen Ortskarten, eine Erweiterung für einen fünften Spieler sowie ein Fan-Kit, welches einen Wertungsblock beinhaltet und die Technik-, Personen- und Bürgerplättchen durch beidseitig mit farbigen Aufdrucken beklebbare Holzelemente ersetzt. Einige der als Promos veröffentlichten Elemente wurden später in die offiziellen Erweiterungen aufgenommen.

### Jubiläums-Edition
Für 2024 wurde eine limitierte Jubiläums-Edition angekündigt, die sämtliche bisher erschienenen Erweiterungen, Promo-Sets und zusätzliches Spielmaterial aus den einzeln erhältlichen Upgrade-Kits beinhaltet. Zudem wurden sämtliche Waren- und Personenplättchen durch neue, beidseitig bedruckte Holzelemente und die Münzplättchen durch Metallmünzen ersetzt, außerdem wurden das Spielbrett, die Tableaus sowie Orts- und Stundenglaskarten optisch leicht überarbeitet. Die Stoffbeutel sind nun zudem farblich den Spielerfarben angepasst und zudem mit dem Spiellogo bestickt, und es wurde ein emaillierter Startspielermarker aus Metall hinzugefügt. Die Box ist ausschließlich beim dlp Verlag direkt erhältlich.

## Ausgaben und Rezeption
Orléans wurde von Reiner Stockhausen entwickelt und erschien 2014 zu den Internationalen Spieletagen (SPIEL'17) be dessen Verlag dlp games in einer Version auf Deutsch und Englisch. Im Folgejahr erschien es zudem auf Japanisch bei Arclight, auf Französisch bei Matagot, auf Chinesisch bei Swan Panasia sowie in einer weiteren deutsch/englischen Fassung bei Tasty Minstrel Games. Es folgten in den nächsten Jahren Versionen auf Italienisch bei Cranio Creations, auf Niederländisch bei White Goblin Games, auf Russisch bei GaGa Games, auf Portugiesisch bei Meeple BR Jogos, auf Polnisch bei Baldar und auf Spanisch bei Arrakis Games.
Das Spiel wurde 2015 zum Kennerspiel des Jahres nominiert und beim Deutschen Spielepreis auf Platz 2 gewählt. Zudem erhielt es 2015 den Österreichischen Spielepreis „Spiele-Hit für Experten“ und wurde beim International Gamers Award nominiert. 2017 erhielt es zudem den Niederländischen Spielepreis und den MinD-Spielepreis des Verein Mensa in Deutschland, jeweils in der Kategorie Experten- bzw. Komplexes Spiel.
In einer detaillierten Analyse des Spiels von Alex Harkey ordnet dieser Orléans als Bag-Building-Spiel in eine größere Gruppe der „Pool Builders“ ein und analysiert das Game Design für das Spiel im Speziellen und für Bag-Building-Spieler generell. Harkey analysiert zudem die verschiedenen Elemente des Spiels und stellt die besondere Bedeutung der Handwerker und Ritter als Motor des Spiels heraus.

## Belege
1. 1 2 3 4 5 6 7 8 9 10 11  Offizielle Spielregeln für Orléans; abgerufen am 26. November 2018.
2. 1 2  Offizielle Spielregeln für Orléans: Invasion; abgerufen am 26. November 2018.
3. ↑  Offizielle Spielregeln für Orléans: Handel & Intrige; abgerufen am 26. November 2018.
4. ↑  Versionen von Orléans in der Datenbank BoardGameGeek; abgerufen am 26. November 2018.
5. ↑  Orléans auf der Website des Spiel des Jahres e.V.; abgerufen am 26. November 2018.
6. ↑  Preisträger Deutscher Spielepreis 2018 (Memento des Originals vom 3. November 2020 im Internet Archive)  Info: Der Archivlink wurde automatisch eingesetzt und noch nicht geprüft. Bitte prüfe Original- und Archivlink gemäß Anleitung und entferne dann diesen Hinweis. auf der Website der Internationalen Spieletage; abgerufen am 26. November 2018.
7. ↑  Dagmar de Cassan: Der Österreichische Spielepreis 2015: Die ausgezeichneten Spiele 2015, 29. Juni 2015; abgerufen am 26. November 2018.
8. ↑  International Gamers Award: 2015 Nominees auf der Website der International Gamers Awards; abgerufen am 26. November 2018.
9. ↑  Expertprijs 2017: winnaar beim Nederlandse Spellenprijs, 10. November 2017; abgerufen am 26. November 2018.
10. ↑  Die Sieger des MinD-Spielepreises; abgerufen am 26. November 2018.
11. ↑  Alex Harkey: Game Design Analysis - Orléans. Beitrag auf Game Precipice, 18. Juni 2017; abgerufen am 26. November 2018.